# Wzgórze Czartoryja (Ręczno)
Wzgórze (Góra) Czartoryja, także Czartoria oraz Piaskowiec Czartoria – wzniesienie w paśmie Wzgórz Radomszczańskich o wysokości 266,8 n.p.m.. Znajduje się na granicy Czartoryi, przysiółka Ręczna, i Łęk Szlacheckich w powiecie piotrkowskim, województwie łódzkim. Leży w otulinie Sulejowskiego Parku Krajobrazowego, w pobliżu rezerwatu przyrody Wielkopole.
Czartoria jest zalesionym wzgórzem, nie posiada punktów widokowych, a szczyt ma nierówny, poszarpany kształt. Dostęp do niej jest możliwy drogami leśnymi od strony wsi Ręczno, sam szczyt znajduje się bezpośrednio przy drodze (po stronie gminy Ręczno). Blisko wzniesienia dawniej znajdował się kamieniołom. Pod względem morfologicznym jest to ostaniec mezozoiczny (najbardziej wysunięta na północ mezozoiczna forma Wzgórz Radomszczańskich oraz północna rubież Wyżyny Małopolskiej po lewej stronie Pilicy). Część skał kredowych została odsłonięta w wyniku denudacji i erozji.

## Odniesienia w kulturze
Przysiółek Czartoryja (Ręczno) jest jednym z miejsc akcji książki Zbigniewa Nienackiego pt. Uroczysko (Pan Samochodzik i święty relikwiarz) obok kolegiaty w Tumie.